# Fredrik Olausson
Karl-Gustav Fredrik Olausson (* 5. října 1966, Nybro) je bývalý švédský lední hokejista. Nastupoval především na postu obránce. Se švédskou reprezentací získal stříbro na mistrovství světa v roce 1986. Zúčastnil se i MS 1989 (4. místo) a olympijských her v Salt Lake City roku 2002 (5. místo). Ve švédské nejvyšší soutěži hrál za Färjestad BK (1984–1986, 2006–2007) a HV71 (2003–2006). S Färjestadem se stal mistrem Švédska roku 1986, s HV71 roku 2004. Zahrál si i rakouskou nejvyšší soutěž za EC Ehrwald a švýcarskou za SC Bern. 17 sezón pak strávil v severoamerické NHL, v dresu Winnipeg Jets, Edmonton Oilers, Anaheim Ducks, Pittsburgh Penguins a Detroit Red Wings. S Detroitem získal v roce 2002 Stanley Cup. V základní části NHL odehrál 1022 utkání, v nichž zaznamenal 581 kanadských bodů (147 gólů), což z něj činí 24. nejúspěšnějšího Švéda v dějinách NHL (k lednu 2024). Vedle toho sehrál 71 zápasů ve Stanleyově poháru, v nichž si připsal 29 bodů (6 branek).